# Patrimonio (vino)
Il Patrimonio è la denominazione relativa al disciplinare di alcuni vini a appellation d'origine contrôlée (AOC) prodotti nel dipartimento francese dell'Alta Corsica. La loro produzione è consentita solo nei comuni di Patrimonio, Barbaggio, San Fiorenzo, Farinole, Oletta, Poggio d'Oletta e Santo-Pietro-di-Tenda, tutti situati nella microregione del Nebbio.

## Storia
I vini di Patrimonio hanno ottenuto l'AOC nel 1968 diventando così i primi tra quelli còrsi a fregiarsi di tale denominazione.

## Vitigni
Per i rossi il vitigno principale è il nielluccio, ovvero il sangiovese. Per i bianchi invece il vermentino mentre per i rosati il grenache.